# Benlutu
Benlutu is een bestuurslaag in het regentschap Timor Tengah Selatan van de provincie Oost-Nusa Tenggara, Indonesië. Benlutu telt 2130 inwoners (volkstelling 2010).